# Талисман (роман, 1984)
«Талисман» (англ. The Talisman, также издавался как «Столкновение миров») — роман Стивена Кинга, написанный в соавторстве с Питером Страубом.

## Сюжет
12-летний мальчик Джек Сойер ездит по стране со своей матерью, бывшей актрисой Лили Кевинью-Сойер — она скрывается от коллеги её погибшего мужа, Моргана Слоута, требующего подписать некоторые бумаги. Когда мать с сыном поселяются в Новой Англии, в пустующей гостинице «Альгамбра», Джек знакомится со старым афроамериканцем Спиди Паркером («Смотрителем Территорий»), когда-то давно спасшим Джека от похищения; мальчик и чернокожий становятся друзьями, и вскоре Спиди рассказывает Джеку о Долинах — чудесном месте, в которое можно перенестись, выпив неприятной на вкус жидкости, и в котором у многих людей есть свои аналоги («двойники»). Спиди знает, что мать Джека, в Долинах являющаяся королевой Лаурой де Луизиан, умирает от рака, посему убеждает мальчика отправиться через всю Америку, дабы добыть некий Талисман, способный спасти Лили от смерти. Переговорив с матерью и взяв у Спиди бутыль с необходимой для перемещения жидкостью и гитарный медиатор, Джек отправляется в путь, заодно выяснив, что Морган Слоут представляет для него серьёзную угрозу в обоих мирах.
Переместившись в Долины, Джек находит дворец, в котором встречает капитана Фаррена. Спиди наказал Джеку показать Фаррену акулий зуб — то, чем является в Долинах гитарный медиатор — и капитан соглашается помочь Джеку. Он тайно проводит его во дворец и показывает ему умирающую королеву Долин Лауру де Луизиан, после чего говорит Джеку, что ему нужно уйти на запад до того, как здесь появится Морган Оррис — двойник Моргана Слоута. Во дворе они сталкиваются с Осмондом, жестоким помощником Орриса. Осмонд, много лет назад едва не похитивший Джека, избивает мальчика плетью, после чего, узнав о пролитом на дороге королевском эле, на глазах у Джека и капитана забивает до смерти виновного в этом кучера.
Джек и капитан отправляются к деревне Сторонки, неподалёку от которой и произошло крушение бочек с элем. Фаррен остается решать проблемы с пропавшим элем и жителями деревни, дав Джеку серебряную монету и дав совет идти на запад через лес. Джек отправляется в путь по дороге, но, заслышав приближение дилижанса Орриса, прячется в чаще, где чуть не погибает от плотоядных деревьев, однако при помощи зелья перемещается обратно в Америку, употребив зелье Спиди.
Джек, продолжая путь уже в этом мире, некоторое время работает на ферме Элберта Паламаунтина; вскоре он попадает в деревню Оутли, где устраивается работать в кабак «Оутлийская пробка». Смоуки Апдайк, хозяин кабака, оказывается довольно хитрым и сильным, в результате чего Джек фактически попадает к нему в рабство, не имея возможности уйти и получая за тяжелую работу довольно низкую зарплату.
Это не пугает Джека; тревожным для него становится присутствие странного гостя, на которого остальные посетители не обращают особого внимания. Гость оказывается оборотнем по имени Элрой; он служит Моргану и чуть не убивает Джека при попытке последнего убежать от Апдайка. Джеку вновь везет, и он успевает убежать от Элроя, вновь выпив зелье. В Долинах он, попав на рынок, знакомится с добрым продавцом ковров, который дарит Джеку волшебное зеркало, тем самым попытавшись приободрить юного путника. Джек продолжает путь, то и дело перемещаясь в один из двух миров. Выясняется, что перемещения могут неблагоприятно сказываться на событиях в Долинах и нашем мире — так, например, из-за одного из перемещений Джека в американском городе Анголе от землетрясения погибло несколько человек. Узнав об этом, Джек приходит в отчаяние, но слепой музыкант по имени Снежок утешает мальчика, заодно дав ему понять, что перемещаться между мирами возможно и без помощи зелья.
Едва не столкнувшись с Морганом Слоутом, преследующим его, Джек снова оказывается в Долинах, где знакомится с необычным пастухом — молодым добрым оборотнем Вулфом. Джек и Вулф становятся друзьями, но Морган находит Джека и чуть не уничтожает его при помощи волшебного громоотвода. Убегая, Джек допивает зелье и попадает в Америку вместе с Вулфом, который от этого вовсе не в восторге: здешние запахи действуют на него неблагоприятно, постепенно убивая. Преданный, но глуповатый Вулф доставляет немало проблем Джеку, особенно тогда, когда над ним берет власть Луна: Джеку приходится быть запертым в темном сарае три дня и три ночи, пока Вулф не имеет над собой сильного контроля и находится в облике оборотня.
Освободившись, Джек вместе с Вулфом продолжает свой путь. Теперь их целью является Спрингфилд, штат Иллинойс — там проживает лучший друг Джека, сын Моргана Ричард Слоут; на территории штата Индиана друзей задерживает полицейский и, по причине их малолетства, отправляет их сначала к местному судье, а затем в приют «Солнечный Дом», коим управляет некто Гарднер. «Солнечный Дом» позиционируется как школа с религиозным уклоном, на самом деле являясь подобием тюрьмы с жестокими порядками. Как выясняется, выбраться из «Дома» почти невозможно — так, попытавшийся сделать это Ферд Янклофф, новый знакомый Джека, при попытке бегства погибает при неизвестных обстоятельствах.
Положение усугубляют местные надзиратели, набранные Гарднером из старших обитателей приюта; двоих новичков особенно невзлюбили Сонни Зингер и Гектор Баст. При очередном избиении Джека Вулф сжимает руку Гектора с такой силой, что она сминается в кашу, за что попадает в карцер. Гарднер грозится не выпускать Вулфа до тех пор, пока Джек не расскажет, где они раньше виделись, но, опасаясь привлечения внимания, к вечеру выпускает оборотня. Зингеру, Басту и другим надзирателям в лице Педерсена, Уорика, Кейси и Боба «Стручка» Пибоди разрешается издеваться над Джеком и Вулфом, Гарднер же практикует на Джеке намеренные пытки руками все тех же надзирателей. Джеку надоедает терпеть унижения и он вместе с Вулфом силой воли перемещается из душевой комнаты «Дома Солнечного Света» в Долины, но в них оказывается ещё хуже: тамошний аналог «Дома» — шахта, на которой тролли мучают работающих до изнеможения людей (в одном из них Джек узнает Ферда). Друзья перемещаются обратно и попадают в руки Сонни и прочих. Джеку и Вулфу удается побить некоторых врагов, но тех оказывается больше; в результате Вулф вновь попадает в карцер, а пытки Джека становятся ещё более невыносимыми. Когда Вулф вновь превращается в монстра, то Гарднер, ожидающий приезда Моргана, сбегает из «комнаты пыток», оставив Джека Зингеру, Уорику и Кейси. Разъяренный Вулф вырывается из карцера и убивает Педерсена, Гектора Баста и нескольких других ребят. Добравшись до тайного кабинета Гарднера, Вулф разрывает звукооператора Кейси и отрывает руку Сонни Зингеру. Но Зингер перед смертью успел выстрелить в Вулфа несколько раз, и тот умирает на руках у Джека.
Выбравшись из «Дома Солнечного Света», Джек продолжает свой путь. Добравшись до Спрингфилда, он находит Ричарда Слоута и рассказывает ему свою историю. Ричард ему не верит, так как в детстве перенес тяжелую психологическую травму, увидев, куда переместился его отец при очередной вылазке в Долины. Внезапно вся школа, где Ричард жил и учился, как будто вымирает. Двор в ней наводняют оборотни, жаждущие поймать Джека, но неспособные попасть внутрь, так как друзья забаррикадировались. Ричард начинает постепенно сходить с ума, считая всё происходящее сновидением.
Убежав от оборотней, Джек переносится вместе с Ричардом в Долины. Там они находят депо, которым заведует блаженный Андерс; старик говорит, что ребятам придётся проехать через Проклятые Земли, если они хотят добраться до цели, но не советует осуществлять поездку, так как велика вероятность гибели (из речей Андерса Джек понимает, что Проклятые Земли сильно радиоактивны). Несмотря ни на что, Джек и всё ещё пребывающий в истерике Ричард отправляются в путь на маленьком поезде. Проклятые Земли действительно оказываются ужасным местом, полным скачущих огненных шаров и кошмарных облучённых тварей, одна из которых чуть не убивает друзей. Уже в дороге Ричард приходит в себя и обнаруживает, что поезд начинён взрывчаткой и огнестрельным оружием — Морган переправляет опасный груз в тренировочный лагерь для Волков и других существ; несмотря на возвращение рассудка, мальчик с каждой минутой слабеет физически.
Добравшись до тренировочного лагеря, через который пролегают пути, Джек осуществляет внезапное нападение на объект, и умудряется перебить большинство монстров, находившихся внутри (в том числе Элроя и Руэла — мутировавшего сына Осмонда). Когда в Лагерь Готовности прибывает Морган, Джек поспешно перемещает себя, Ричарда и поезд в наш мир. Ричард постепенно вспоминает о том, как проводил детские годы вместе с отцом, и осознаёт многое, чего не мог понять до этого дня. С этого момента он уверен, что настоящий его отец умер, уступив место Оррису (хотя, судя по всему, это не соответствует действительности).
Прибыв в Пойнт-Венути, где часто останавливались Слоуты, Джек видит это место сильно разрушенным и обладающим многими признаками Долин (в том числе и плотоядными деревьями). Джек находит рядом с Чёрным Отелем, окружённым Волками, умирающего Спиди, который предупреждает его о последствиях попадания Талисмана в плохие руки. Джек входит в Чёрный отель и сталкивается с непостижимым — Отель находится на грани всех миров, так как Талисман является их осью, и удержаться в одном мире практически невозможно. Добравшись таки до Талисмана и взяв его, Джек дарует счастье и вторые шансы тем своим знакомым, кто этого заслуживает, и убивает своих врагов — Смоуки Апдайка и судью Фэйрчалда; Талисман же помогает исцелить Ричарда, предварительно вызвав землетрясение в Пойнт-Венути.
Когда Джек и Ричард выходят из Отеля, то на них кидается вооружённый Гарднер, жаждущий отомстить за погибшего сына, но погибает, как только Джек касается его кожи Талисманом. Морган же нападает на ребят возле скалы, у которой лежит Спиди, но, имея реальную возможность убить Джека и уничтожить Талисман, активирует одну из сил последнего и исчезает в дыре, проходящей сквозь все миры.
Джек возвращает Спиди к жизни, и уже в Долинах встречается с Паркусом — двойником Спиди. Паркус рассказывает, что в Новую Англию можно вернуться, добравшись до самого большого в мире дерева и переместившись обратно в Америку. На одной из заправок ребята встречают брата погибшего Волка Джека, и тот с радостью отвозит друзей в отель «Альгамбра»; попутно Джек обещает Ричарду, что тот будет жить вместе с ними.
Войдя в опустошённый Слоутом отель, Джек находит свою мать, находящуюся буквально при смерти, но Талисман исцеляет Лили в мгновение ока, после чего исчезает. В это время в Долинах Королева открывает глаза.

## Действующие лица
- Джек Сойер — 12-летний подросток, которого даже враги находят очень красивым.
- Лестер Спиди Паркер («Смотритель Территорий») — внешне пожилой афроамериканец, друг Джека. Обладает неплохим чувством юмора и хорошим певческим голосом.
- Морган — главный антагонист романа. В нашем мире является Морганом Слоутом, толстым лысоватым человеком, обиженным на жизнь и бывшим коллегой отца Джека; в Долинах же он — Морган Оррис, высокий человек с длинными волосами, держащий жителей Долин в страхе. Собрал свою армию из Волков, забывших о Стаде.
- Преподобный Гарднер — глава «Дома Солнечного Света», специализированной школы для детей. Помешан на Библии, известен жестоким обращением с детьми, большинство которых иррационально любит мучителя. Дружен с Морганом, в Долинах имеет двойника по имени Осмонд — не менее жестокого типа, избивающего неугодных плетями.
- Волк (Вульф, в переводе Харитоновой) — молодой оборотень, преданный друг Джека. Не может терпеть несправедливости и плохих запахов.
- Лили Кевенью — мать Джека.
- Ричард Слоут — сын Моргана, друг Джека. Не верит ни во что сверхъестественное, даже когда становится свидетелем подобных событий, так как в детстве перенес тяжелую психологическую травму, увидев, куда переместился его отец.

### Второстепенные
- Капитан Фаррен — не лишённый некоторой жестокости капитан гвардии Лауры де Луизиан. Спасает Джека, выдав его за своего сына перед Осмондом.
- Элрой — оборотень, способный принимать облик существа, похожего на козла; слуга Моргана.
- Смоуки Апдайк — один из работодателей Джека, хозяин кабака в Оутли. Хитер и жаден, грозился сдать Джека своему другу — полицейскому-педофилу. Погибает при взрыве кабака, учиненном силами Талисмана.
- Руэл — сын Гарднера/Осмонда. В нашем мире является отчуждённым ребёнком, внушающим остальным неприязнь и иррациональное беспокойство; в Долинах Руэл — деформированный Проклятыми Землями монстр, чьё тело полно червей; оружие не способно причинить ему вред, но Джеку удаётся убить врага, вонзив ему в лоб монету капитана Фаррена.
- Андерс — старик, бывший начальник депо.

## Продолжение
В 2001 году Стивеном Кингом и Питером Страубом было написано продолжение «Талисмана» — роман «Чёрный дом», рассказывающий о дальнейших приключениях Джека Сойера, который вырос и стал детективом. Если не считать самого Джека, то из персонажей первоисточника остался лишь Паркус.
По данным Publishers Weekly, по итогам 1980-х годов книга была продана тиражом в 830 тысяч экземпляров.